# Hjärsås församling
Hjärsås församling var en församling i Göinge kontrakt i Lunds stift. Församlingen låg i Östra Göinge kommun i Skåne län och ingick i Glimåkra-Hjärsås pastorat.Församlingen uppgick 2022 i Glimåkra-Hjärsås församling.

## Administrativ historik
Församlingen har medeltida ursprung.
Församlingen var till 1962 moderförsamling i pastoratet Hjärsås och Knislinge. Från 1962 till 2014 utgjorde församlingen ett eget pastorat. Från 2014 till 2022 ingick församlingen i Glimåkra-Hjärsås pastorat. Församlingen uppgick 2022 i Glimåkra-Hjärsås församling.

## Kyrkor
- Hjärsås kyrka
- Sibbhults kapell